# Claude Lucien Bergery
Claude Lucien Bergery, né le 1er août 1787 à Orléans (Loiret) et mort le 18 avril 1863 à Tincry, est un économiste français du XIXe siècle.

## Biographie

### Jeunesse et études
Claude Lucient Bergery est le fils d'un aubergiste.
Il est admis à l’École polytechnique (X 1806). Il finit ses études à l’École d’application d’artillerie de Metz. 

### Parcours professionnel
Il participe aux campagnes de l'Empire et est décoré par Napoléon pour sa vaillance à la guerre de Leipzig.
Démissionnaire après les Cent-Jours, il enseigne les mathématiques à l'École royale d'artillerie de Metz. Avec Jean-Victor Poncelet, il créa des cours à destination des ouvriers et artisans de la ville, considérant que « l'ouvrier est à mes yeux aussi capable que tout autre de puiser dans les diverses parties du vaste trésor des connaissances humaines… J'espère donc bien qu'un jour il aura part entière à la vie intellectuelle et qu'il trouvera dans les ressources, dans la sagesse de son esprit, les moyens d'assurer son bien-être. Alors cesseront les convulsions sociales, parce qu'il y aura liberté sage : les ouvriers et les maîtres, les pauvres et les riches seront à peu près égaux en savoir et en moralité… ».
Après la Révolution de 1830, il est chargé de l’installation à Metz de l’École normale de la ville. Il lui est proposé en 1834 de venir à Paris comme professeur d’artillerie à Vincennes, et de cumuler cette chaire avec celle d’économie industrielle au Conservatoire national des arts et métiers, qui vient d'être libérée par le décès de Jean-Baptiste Say. Il lui est également proposé de siéger à l'Académie des sciences morales et politiques, mais cela aurait exigé qu'il s'installe à Paris ; il refuse donc. Il fut cependant élu correspondant de la section de morale de l'Académie des sciences morales et politiques le 25 janvier 1834.
On lui doit également une encyclopédie populaire, qui fut souvent rééditée. 
Il devint le maire de Tincry en 1848, où il fit accomplir d'importants travaux et fit ouvrir une école primaire spéciale pour les filles en 1857. Il fut fait officier de la Légion d'honneur en 1847 lors de sa retraite.
Il est couronné du prix Montyon de l’Académie française pour son Économie de l’ouvrier, premier volume de son cours d'Économie industrielle donné dans le cadre des cours publics de Metz.